# توکتو (خونین)
توکتو (به اسپانیایی: Tuqtu) یک کوه در پرو است که در Peru, Junín Region واقع شده‌است. توکتو ۴٬۶۰۰ متر بالاتر از سطح دریا واقع شده‌است.